# Johannes de Klerk
Johannes "Jan" de Klerk (Burgersdorp, 22 de julio de 1903 – Krugersdrop, 24 de enero de 1979) fue un político sudafricano. Es el padre de Frederik Willem de Klerk, último presidente de Sudáfrica del período del apartheid.
Siendo miembro del Partido Nacional, de Klerk ejerció interinamente como Presidente ceremonial de Sudáfrica durante nueve días tras el retiro de Jacobus Johannes Fouché en 1975. Previamente, fue Senador (1955–1975), Ministro de Trabajo y Obras Públicas (1954–1958), Trabajo y Minería (1958–1961), Asuntos Exteriores, Trabajo e Inmigración (1961), Asuntos Exteriores, Educación, Arte y Ciencia (1961–1966), Educación, Artes, Ciencia e Información (1966–1967) y Educación Nacional (1968–1969), y Presidente del Senado entre 1969 y 1976.